# ایفلته
ایفلته (به هلندی: Uffelte) یک منطقهٔ مسکونی در هلند است که در وسترفلد واقع شده‌است. ایفلته ۱٫۴۴۰ نفر جمعیت دارد.